# 타블로이드

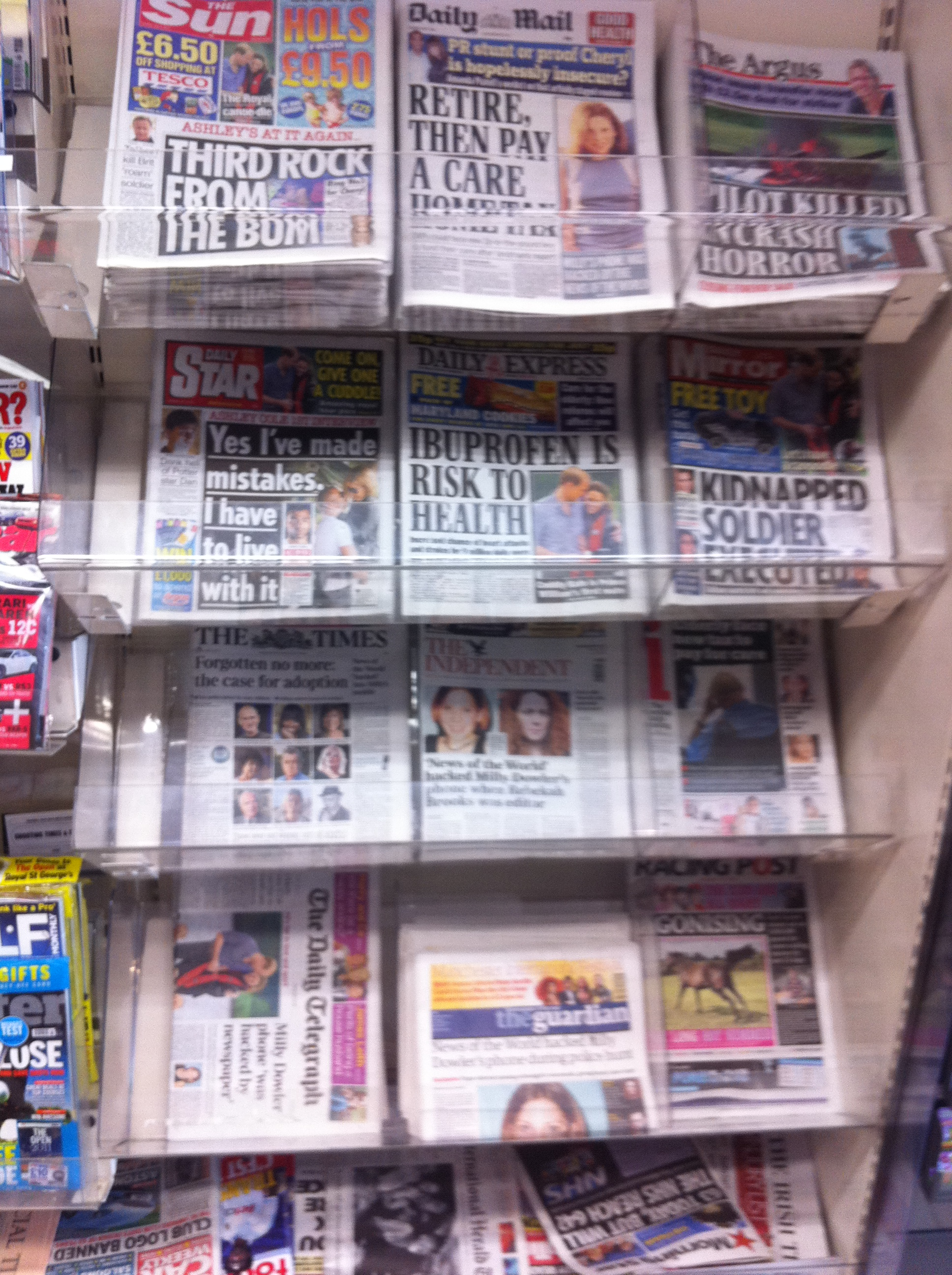
영국의 타블로이드 (2011년 7월 5일)

타블로이드(tabloid)는 브로드시트보다 작은 크기의 신문 판형의 하나를 나타내면서, 객관적이고 중립적인 보도를 일정 부분 버리고 사람들의 흥미를 끄는 대중지의 보도 스타일을 가리키는 용어로도 사용된다. 후자의 경우 '황색 언론'과 동일한 뜻을 가지고 있다.
대부분의 타블로이드 신문, 특히 본고장인 영국은 목표 시장, 정치적인 지지, 편집 스타일, 그리고 발행 부수가 매우 다양하다. 이러한 타블로이드 신문은 모두 사회주의에서 자본주의에 이르는 정치적 스펙트럼의 폭을 포괄하고 있다.

## 단어의 기원
'타블로이드'라는 단어는 1880년대 말 런던의 제약회사 Burroughs Wellcome & Co.가 타블로이드 알약으로 시판한 압축 타블렛에 붙인 이름으로,
"타블로이드"의 함축성은, 함축적으로 표현한 다른 신문에도 적용되었다. 1902년 런던의 '웨스트민스터 가제트'에 실린 한 기사는 "소유주는 타블로이드판 신문이 인쇄한 모든 뉴스를 타블로이드판 신문으로 제공할 생각"이라고 언급했으며, 이는 "타블로이드 언론"이 원래 이야기를 단순하고 쉽게 설명하는 형식으로 압축한 종이 신문을 의미했다. 이 용어는 1918년 함축된 이야기를 담고 있는 작은 신문들에 대해 언급한 것보다 앞선다.

## 유형
타블로이드 신문은 일반적으로 레드 탑 타블로이드, 그리고 콤팩트 타블로이드 신문으로 나뉘며, 정치적 스펙트럼이 진보에서 보수까지, 사회주의에서 자본주의까지 다양하다.
레드 탑 타블로이드 신문은 영국이나 영 연방에서 그것들의 마스트헤드를 붉은 잉크로 인쇄하는 경향 때문에 붙혀진 이름으로, 현재 우리가 흔히 말하는 황색 언론의 특징인 민감한 범죄 이야기, 점성술, 유명인과 스포츠 스타의 사생활에 대한 가십거리, 정크 푸드를 다루며, 특히 종종 인간의 성행위, 약물 남용, 사생활 양상에 초점을 맞춘 유명인의 가십거리를 다루는 칼럼은 명예훼손의 소지가 있다. 문체가 단순하고 직설적인 어휘와, 사진 또는 그림에 중요성을 부여하지만, 논란에 불을 붙이고 관심을 끄는 이야기나 '충격 (shocking)' 류의 기사를 보도하는 과정에서 선전/선동성 표현을 남발하고 심하면 허위 사실을 전하기도 한다. 이러한 문제점 때문에 흔히 '편향적이고, 선정적이고, 객관적이지 않은 보도'라는 비판을 받고 있다.
반면에 컴팩트 타블로이드 신문은 브로드시트 식의 편집 스타일을 지향한다. 사실, 대부분의 소형 타블로이드 신문은 이전에는 대개 넓은 용지에 넓은 폭으로 인쇄된 신문이었지만, 시간이 지남에 따라 좁은 폭으로 인쇄된 신문을 읽을 수 있도록 변경되었다. 컴팩트(Compact) 라는 용어는 1970년대에 변화를 일으킨 초기 신문 중 하나라고 할 수 있는 "데일리 메일"에 의해 만들어졌으며, 레드 탑 타블로이드 신문의 화려하고 화려한 편집 스타일과 "디스카운티"라는 단어의 연관성을 피하기 위한 목적이었다.
1970년대에 브로드시트 포맷의 초기 개종자들이 변화를 일으켰는데, 당시에 이러한 변화를 일으킨 두 개의 영국 신문이 "데일리 메일"과 "데일리 익스프레스"였다. 2003년, "The Independent"도 같은 이유로 변화를 일으켰고, "The Scotsman"과 "The Times"가 그 뒤를 이었다. 반면에, "Morning Star"은 항상 타블로이드판 사이즈를 사용하여 하드 뉴스를 강조하지만, 대부분 Blue-collar 노동자들 사이에서 유통되고 있다.

## 사례

### 대한민국
- 교차로, 벼룩시장, 가로수 등 생활 정보지

### 영국
- 더 선
- 데일리 스타
- 데일리 메일, 데일리 익스프레스
- The Independent

### 독일
- 빌트

## 같이 보기
- 브로드시트
- 황색 언론
- 신문
- 잡지